# Dopravní a energetický stavební úřad
Dopravní a energetický stavební úřad (DESÚ) je český správní úřad s celostátní působností, ve věcech stavebního řádu i z hlediska zákona o státní službě podřízený ministerstvu dopravy. Byl zřízen stavebním zákonem k 1. červenci 2023, většiny působností nabyl k 1. lednu 2024. Sídlem úřadu je Praha, územní pracoviště stanoví Ministerstvo dopravy vyhláškou. V čele úřadu stojí ředitel, výběr a jmenování ředitele se řídí zákonem o státní službě. 

## Historie
Podle § 15 původního znění nového stavebního zákona 283/2021 Sb. měly být zřízeny krajské stavební úřady, Nejvyšší stavební úřad (§ 16) a Specializovaný a odvolací stavební úřad (§ 17), jehož územní pracoviště měl stanovit Nejvyšší stavební úřad vyhláškou. Původně měl zákon stanovenou účinnost pro většinu ustanovení od 1. července 2023, později byla posunuta pro vyhrazené stavby na 1. leden 2024, pro povolování ostatních staveb na 1. červenec 2024.
Specializovaný a odvolací stavební úřad již od března do června 2023 existoval a jeho ředitelem byl Martin Kozák, který se poté stal ředitelem nového úřadu.
Novelizačním zákonem č. 152/2023 Sb. bylo od zřízení 16 nových stavebních úřadů upuštěno a místo toho byl nově § 17 zřízen pouze Dopravní a energetický stavební úřad. Jeho působnost stanoví zejména § 33 stavebního zákona č. 283/2021 Sb. v novelizovaném znění.

## Působnost
DESÚ je nadřízeným správním orgánem krajského stavebního úřadu ve věcech staveb
- silnic, místních komunikací a veřejně přístupných účelových komunikací,
- těch výroben z obnovitelných zdrojů energie, které nejsou vyhrazenými stavbami
- technické infrastruktury pro energetiku a elektronické komunikace

DESÚ vykonává působnost stavebního úřadu ve věcech vyhrazených staveb a ve věcech staveb souvisejících s vyhrazenými stavbami, jež by jinak byly v působnosti krajského stavebního úřadu nebo obecního stavebního úřadu. U všech těchto staveb DESÚ posuzuje záměr i z hlediska ochrany veřejného zdraví (hygieny). 
Vyhrazené stavby jsou vymezeny v příloze 3 nového stavebního zákona. Patří mezi ně například stavby dálnic, drah, civilní letecké stavby, výrobní a skladové areály o rozloze nejméně 45 ha,  stavby a zařízení přenosových a přepravních soustav a produktovodů, výrobny elektřiny o celkovém instalovaném výkonu 100 MW či více, výrobny plynu nad 1 MW připojené k plynárenské soustavě a zásobníky plynu, některé výrobny z obnovitelných zdrojů energie, stavby k účelům těžby, zpracování, transportu a ukládání radioaktivních surovin, stavby související s úložišti radioaktivních odpadů, stavby jaderného zařízení a stavby související, stavby určené k nakládání s výbušninami, stavby související s dobýváním a úpravou nerostů, teplovody o dimenzi potrubí DN 300 či více, stavby a zařízení, které mají sloužit k ukládání oxidu uhličitého do přírodních horninových struktur. 
DESÚ je vyvlastňovacím úřadem pro stavby, které prvostupňové povoluje.
DESÚ vydává rámcové povolení pro stavby jaderného zařízení a stavby související, nacházející se uvnitř i vně areálu jaderného zařízení.
DESÚ vykonává kontrolu ve věcech stavebního řádu.

## Organizační uspořádání a dislokace pracovišť
K 1. červenci 2023 organizační schéma obsahovalo pouze ředitele, asistentku a Samostatné oddělení personální, ekonomické a provozní, celkem 10 pracovních míst.
Od 1. ledna 2024 platí organizační struktura, v níž pod ředitele spadají 4 odbory a 3 samostatná oddělení.
- Odbor staveb pozemních komunikací
  - Oddělení staveb pozemních komunikací I.
  - Oddělení staveb pozemních komunikací II.
- Odbor staveb drah
  - Oddělení staveb drah Praha
  - Oddělení staveb drah Olomouc
  - Oddělení staveb drah Plzeň
  - Oddělení pražských městských drah
- Samostatné oddělení civilních leteckých staveb
- Odbor energetických staveb
  - Oddělení energetických liniových staveb
  - Oddělení staveb výroben energie
  - Oddělení staveb obnovitelných zdrojů energie a průmyslových staveb
- Odbor vyvlastnění a právních činností
  - Oddělení Čechy
  - Oddělení Morava
- Samostatné oddělení ochrany veřejného zdraví
- Samostatné oddělení personální, ekonomické a provozní

V budově ministerstva dopravy na nábřeží Ludvíka Svobody v Praze sídlí:
- Odbor staveb pozemních komunikací
- Odbor vyvlastnění, Oddělení Čechy
- Oddělení ochrany veřejného zdraví

Další pracoviště:
- Odbor energetických staveb: v budově ministerstva průmyslu a obchodu v Praze, Na Františku 32:
- Odbor staveb drah: Purkyňova 22, Plzeň
- Oddělení civilních leteckých staveb: K letišti 22, Praha
- Odbor vyvlastnění, Oddělení Morava: Nerudova 773/1, Olomouc

K 1. lednu 2024 organizační schéma počítá se 108 pracovníky, z toho 96 ve služebním poměru a 12 v pracovním poměru. Z toho 86 má pracoviště v různých budovách v Praze, 16 v Olomouci a 6 v Plzni.
Ředitelem organizace byl od jejího vzniku Martin Kozák, magistr práva. Předtím působil krátce jako ředitel Specializovaného a odvolacího stavebního úřadu, předtím 8 let jako vrchní ministerský rada na ministerstvu dopravy, nejprve od února 2015 čtyři roky jako právník pro agendu spojenou s tvorbou legislativy a s odvolacím správním řízením v oddělení vnitrozemské plavby, poté další 4 roky jako vedoucí oddělení odvolacích řízení.